# Manfred Stenzel
Manfred Stenzel (* 7. Januar 1939 in Buschdorf, heute Zakrzewo; † 6. April 2023) war ein deutscher Schmuck- und Metallgestalter.

## Leben und Werk
Die Familie Stenzels kam in der Folge des Zweiten Weltkriegs aus Pommern in die sowjetische Besatzungszone. Er absolvierte von 1954 bis 1957 eine Lehre als Goldschmied. Von 1956 bis 1959 studiert er bei Renata Ahrens in der Abteilung Schmuck/Metall/Email der Fachschule für angewandte Kunst Heiligendamm und 1962 besuchte er das Lehrmeisterinstitut Schwerin.
Von 1959 bis 1962 war Stenzel Schmuck-Designer und von 1962 bis 1975 Lehrmeister und Technologe im VEB Gablona Schmuckwaren in Neuheim, der vor allem Silber- und Modeschmuck produzierte. Seitdem war er in Luckenwalde gemeinsam mit seiner Frau, der Schmuckgestalterin Armgard Stenzel, freischaffend als Metalldesigner tätig, bis sie nach Dresden zogen.
Stenzel war bis 1990 Mitglied des Verbandes Bildender Künstler der DDR.
Arbeiten Stenzels befinden sich u. a. im Kunstgewerbemuseum Berlin und im Grassi Museum für Angewandte Kunst in Leipzig.
Der Sohn Armgard und Manfred Stenzels, Eric Stenzel, ist Diplom-Restaurator.

## Rezeption
„Ob Kupfer, Messing oder Zinn, Edelmetalle, Email oder steine, alles wird akzeptiert, was sich erhitzen, biegen, schleudern, drehen und bemalen lässt, was in diesem Sinnen formbar ist.“

## Werke im öffentlichen Raum (Auswahl)
- Windspiel (1989; Säule mit vier drehbaren Metallsegmenten; mit Emaille beschichtete Kupferplatten; Luckenwalde; mit Armgard Stenzel)[5]
- Texttafel der Erinnerungsstele vor der ehemaligen Hachschara-Stätte (1997; Jagdschloss Ahrensdorf)[6]
- Räderwerk (2016; Luckenwalde)[7]

## Ausstellungen (unvollständig)

### Einzelausstellungen
- 1982: Berlin, Studio-Galerie des Staatlichen Kunsthandels (mit Armgard Stenzel und Ute Brade)
- 1983: Berlin, Galerie Skarabäus (mit Armgard Stenzel)
- 2020: Rostock-Warnemünde, Galerie Möller (mit Armgard Stenzel)

### Ausstellungsbeteiligungen
- 1967/1968, 1977/1978, 1982/1983 und 1987/1988: Dresden, VI. und VIII. bis X. Kunstausstellung der DDR
- 1971, 1974, 1977 und 1980: Jablonec, Internationale Schmuck- und Glasausstellung
- 1976: Cottbus („Kunsthandwerk in den Bezirken Potsdam, Cottbus und Frankfurt/Oder“)
- 1978: Erfurt, Quadriennale des Kunsthandwerks sozialistischer Länder
- 1979: Erfurt („Kunsthandwerk der DDR“)
- 1981 und 1986: Halle/Saale, Staatliche Galerie Moritzburg („Metallgestaltung in der DDR“)
- 1982: Erfurt, Galerie am Fischmarkt („Unedler Schmuck“)
- 1984: Erfurt, Galerie am Fischmarkt („Schmuck und Glas“)